# رزا سارکیسیان
رزا سارکیسیان (انگلیسی: Roza Sarkisian؛ زادهٔ ۲۰ ژانویهٔ ۱۹۸۷) کارگردان نمایش، نمایشگاه‌گردان اهل اوکراین است.